# Ekerö kyrka
Ekerö kyrka i Ekerö församling ligger vid Kyrkfjärden i Mälaren intill (väster om) herrgården Asknäs och en forntida storhög, Ekerös enda. Kyrkan uppfördes under 1100-talets senare hälft som gårdskyrka i Askanäs (Asknäs). Socknen kallades då omväxlande för Ekerö och Asknäs. 

## Historik
När den ursprungligen byggdes hade kyrkan en typisk romansk form, långhus med smalare kor och absid. Samtidigt som kyrkan kring år 1300 byggdes ut åt öster till sin nuvarande storlek byggdes en sakristia. Under 1400-talet tillkom tornet samtidigt som taket välvdes och kring 1680 tillkom korsarmarna.
Kyrkan renoverades 1933 och kalkmålningar hittades, utförda av en mästare som stod Albertus Pictor nära. År 1975 förbättrades målningarna, men de är fortfarande mycket fragmentariska. Altartavlan är troligen från 1600-talet och föreställer Jesus i Getsemane. Ovanför predikstolen finns en apostlafigur från 1470-talet som kommer från ett altarskåp som tidigare fanns i kyrkan. Träskulpturerna till höger och vänster om altaret kommer från Burchard Prechts verkstad. De äldsta delarna av dopfunten är från kyrkans tillkomst på 1100-talet. 
I vapenhuset finns en gravsten med en runinskrift på latin: "Ingeborg Ermundsdotter vilar här". Hon kan ha varit gift med Erik den heliges bror Joar Jedvardsson som ägde Asknäs.

## Orgel
- 1685 skänktes ett positiv till kyrkan av greve Erik Lindschöld. Positivet är år 1773 förlorat.[1]
- 1820 byggde Anders Svanström, Strängnäs en orgel.[2]
- 1843 byggde Pehr Zacharias Strand, Stockholm en orgel med 7 stämmor och en manual.[2]
- 1932 byggde Åkerman & Lund, Sundbyberg en orgel med 6 stämmor. Den byggdes om 1952 av samma firma till 18 stämmor, två manualer och pedal.[2]
- 1975 byggde Olof Hammarberg, Göteborg en orgel med 27 stämmor fördelade på 2 manualer och pedal. Orgeln hade mekanisk traktur och elektrisk registratur. Fasaden som användes till orgeln var från 1843 års orgel.[2]

| Huvudverk I C-g3 | Svällverk II C-g3 | Pedal C-f1   | Koppel | Övrigt               |
| Principal 8'     | Gedakt 8´         | Subbas 16´   | I/P    | 4 fria kombinationer |
| Rörflöjt 8'      | Fugara 8'         | Octavbas 8´  | II/P   |                      |
| Oktava 4'        | Unda maris 8'     | Gedaktbas 8' | II/I   |                      |
| Täckflöjt 4'     | Principal 4'      | Oktavbas 4'  |        |                      |
| Nasard 2 2/3'    | Koppelflöjt 4'    | Nachthorn 2' |        |                      |
| Oktava 2'        | Flautino 2'       | Basun 16'    |        |                      |
| Kornett III      | Nasat 1 1/3'      | Trumpet 4'   |        |                      |
| Mixtur IV        | Sesquialtera II   |              |        |                      |
| Trumpet 8'       | Cymbel III        |              |        |                      |
|                  | Fagott 16'        |              |        |                      |
|                  | Oboe 8'           |              |        |                      |
|                  | Tremulant         |              |        |                      |
|                  | Crescendosvällare |              |        |                      |

- Den nuvarande orgeln är byggd 2017 av Paschen - Kiel Orgelbau GmbH. Fasaden är från 1843 års orgel.

| Huvudverk I   | Svällverk II      | Pedal       | Koppel    |
| Borduna 16'   | Gedackt 8´        | Subbas 16´  | I/P       |
| Principal 8'  | Fugara 8'         | Octavbas 8´ | II/P      |
| Rörfleut 8'   | Vox retusa 8'     | Octava 4'   | II/I      |
| Octava 4'     | Piffaro 8'        | Fleut 2'    | II 16'/II |
| Fleut 4'      | Principal 4'      | Basun 16'   | II 16'/I  |
| Quinta 3'     | Hohlfleut 4'      | Trumpet 8'  | II 4'/P   |
| Octava 2'     | Nasat 3'          |             |           |
| Mixtur II-III | Waldfleut 2'      |             |           |
| Trumpet 8'    | Ters 1 3/5'       |             |           |
|               | Trumpet 8'        |             |           |
|               | Vox humana 8'     |             |           |
|               | Tremulant         |             |           |
|               | Crescendosvällare |             |           |

## Kända personer begravda på kyrkogården
- Oskar Andersson – tecknare.
- Bertil Damm – konstprofessor.
- Nils Dardel – konstnär.
- Thora Dardel – författare.
- Harald Edelstam – ambassadör i Chile vid militärkuppen 1973.
- Axel Iveroth – ekonom och industriman.
- Gunnar Johnson – jazzmusiker.
- Anton Karlgren – tidningsman och professor.
- Axel Klinckowström – författare.
- Carl-Henrik Norin – kapellmästare.
- Otte Sköld – konstnär.

## Interiörbilder

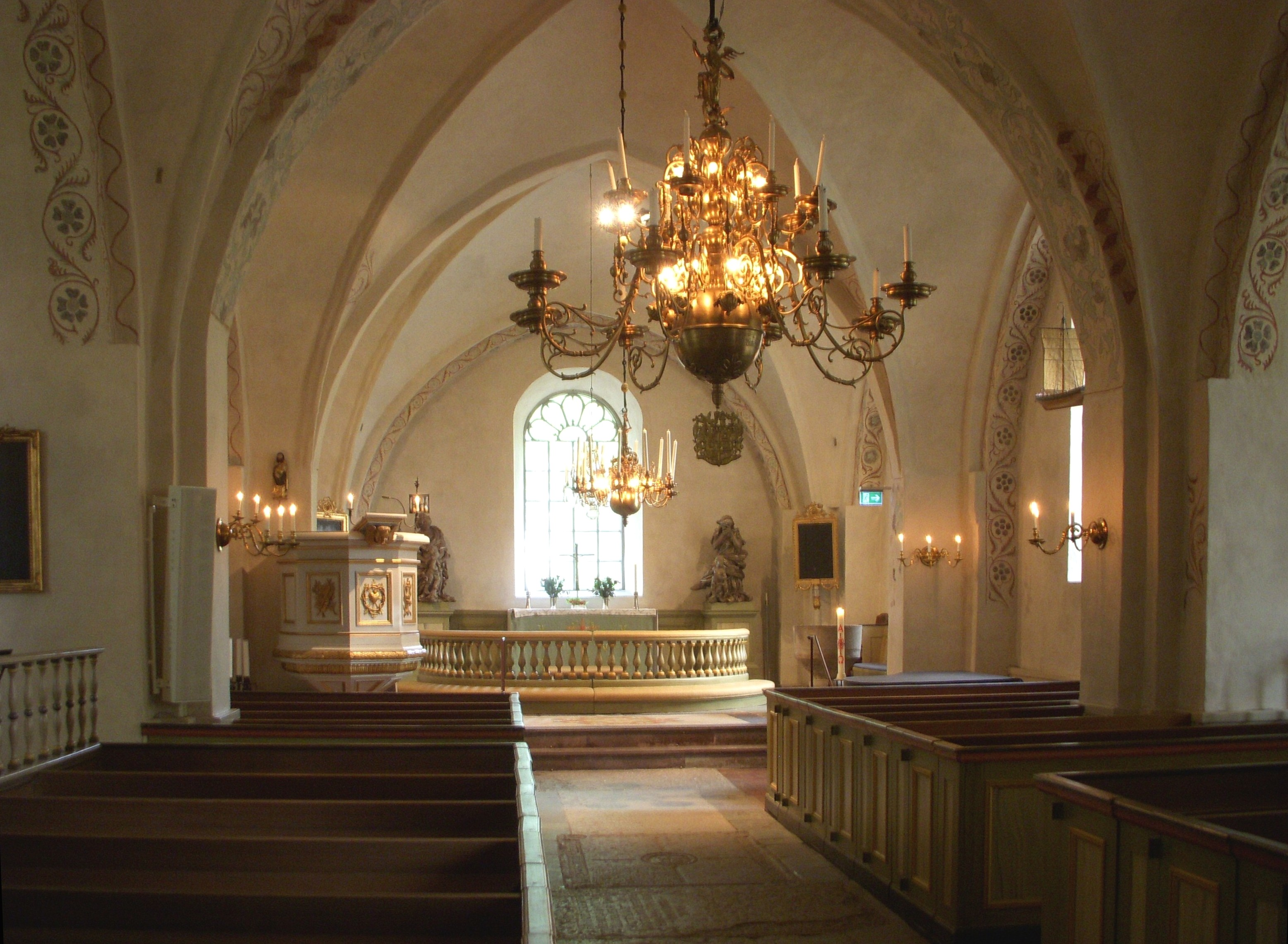
Altargången mot ost
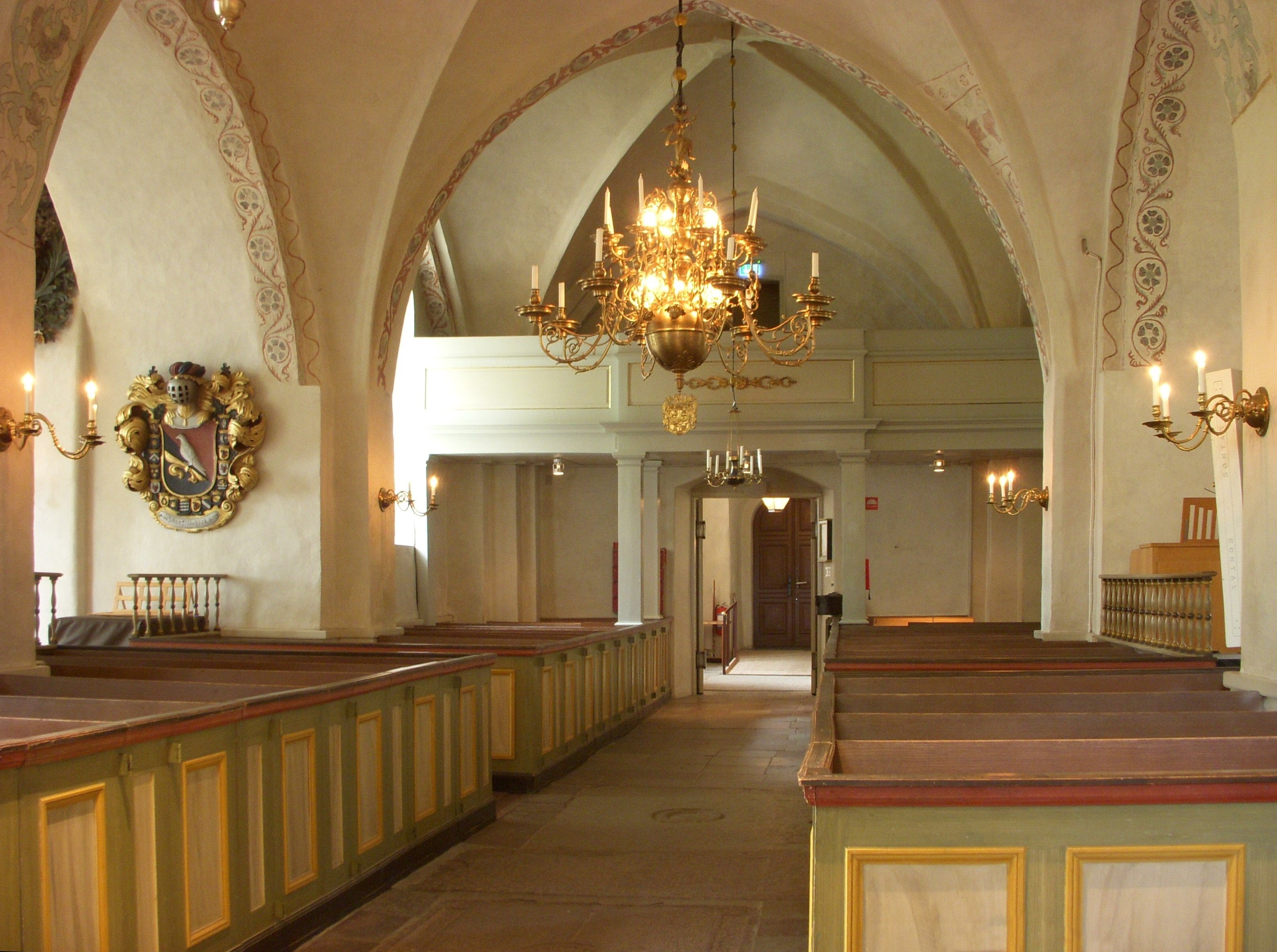
Altargången mot väst
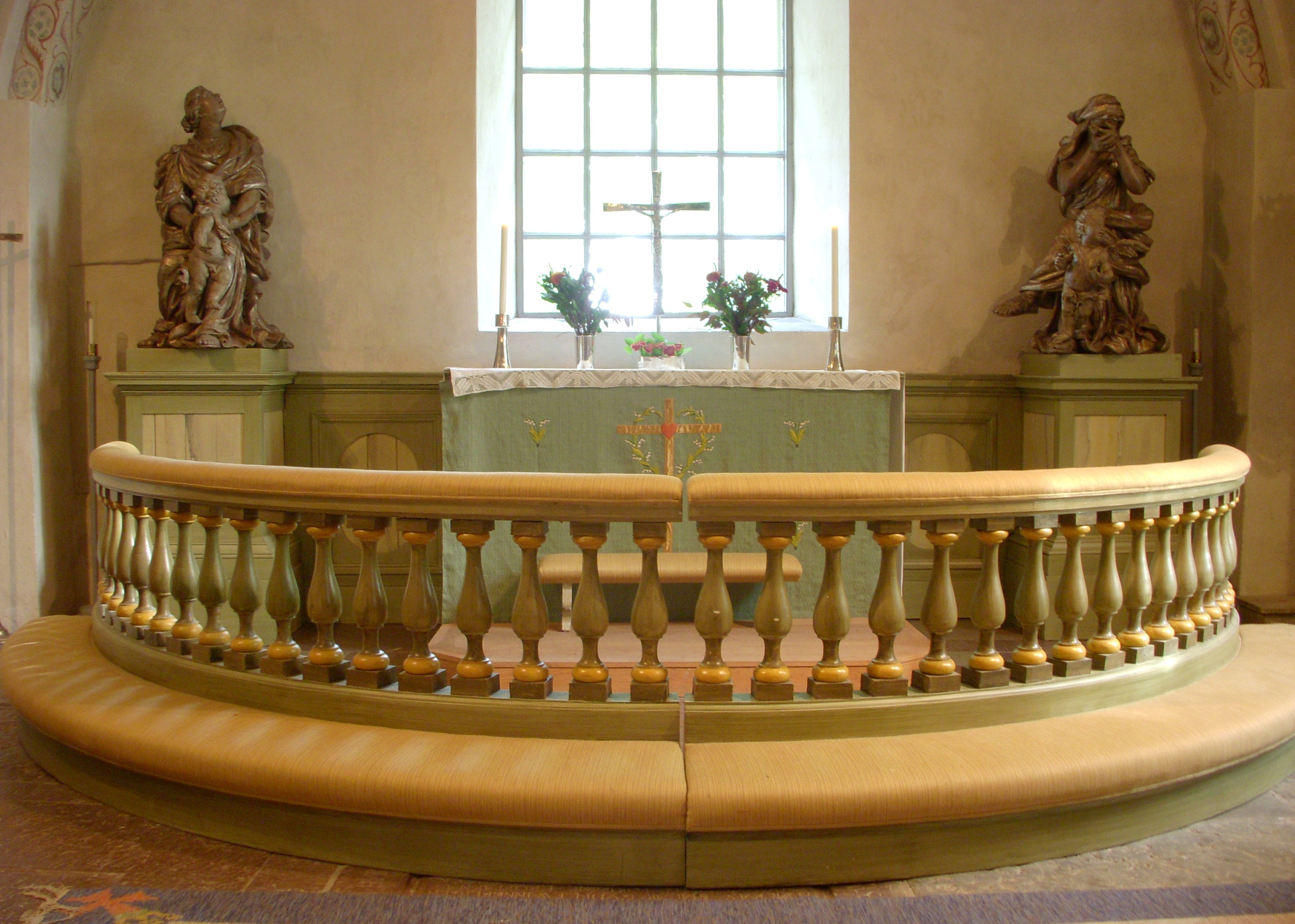
Altaret
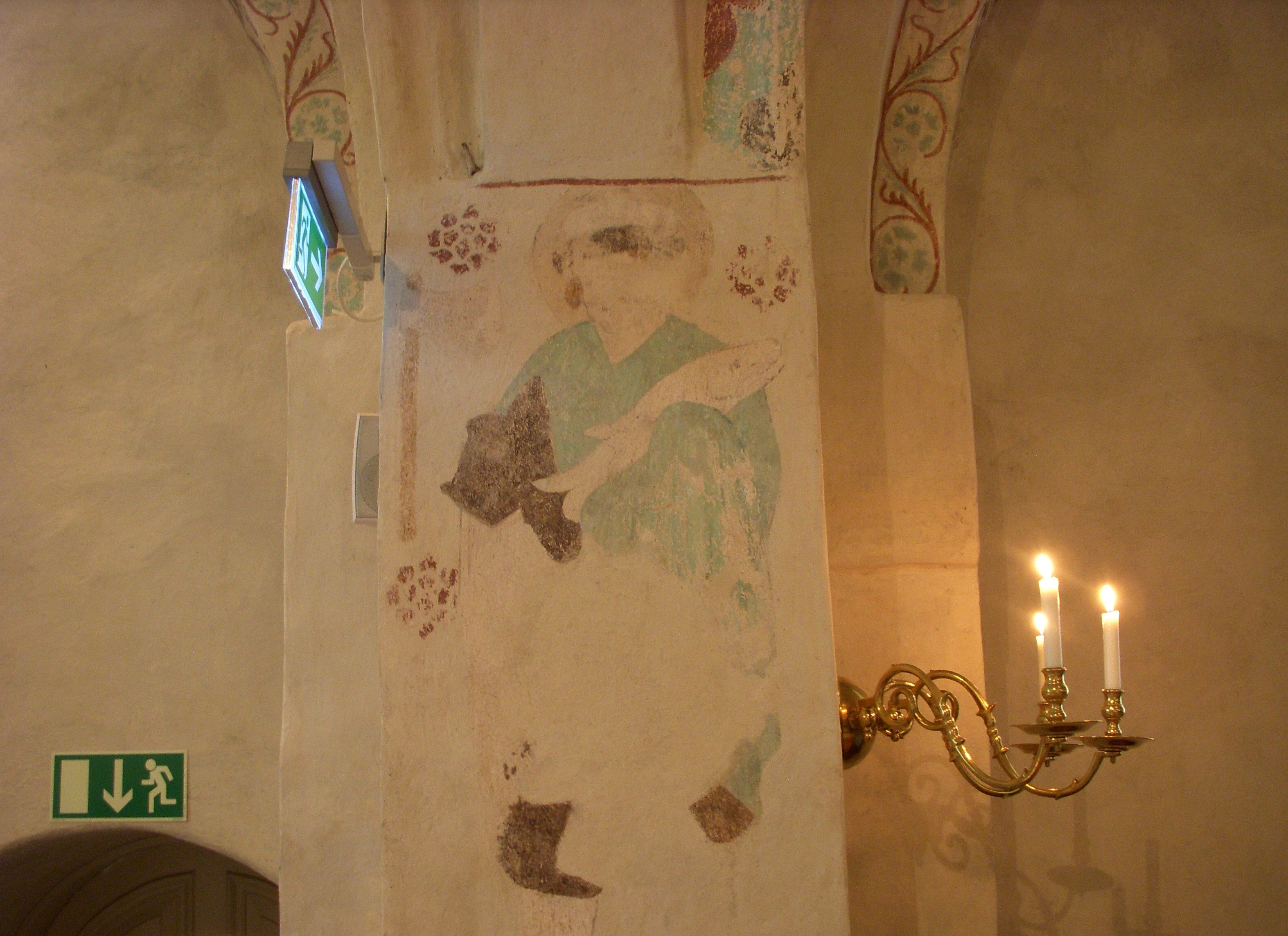
Fragmentariska väggmålningar
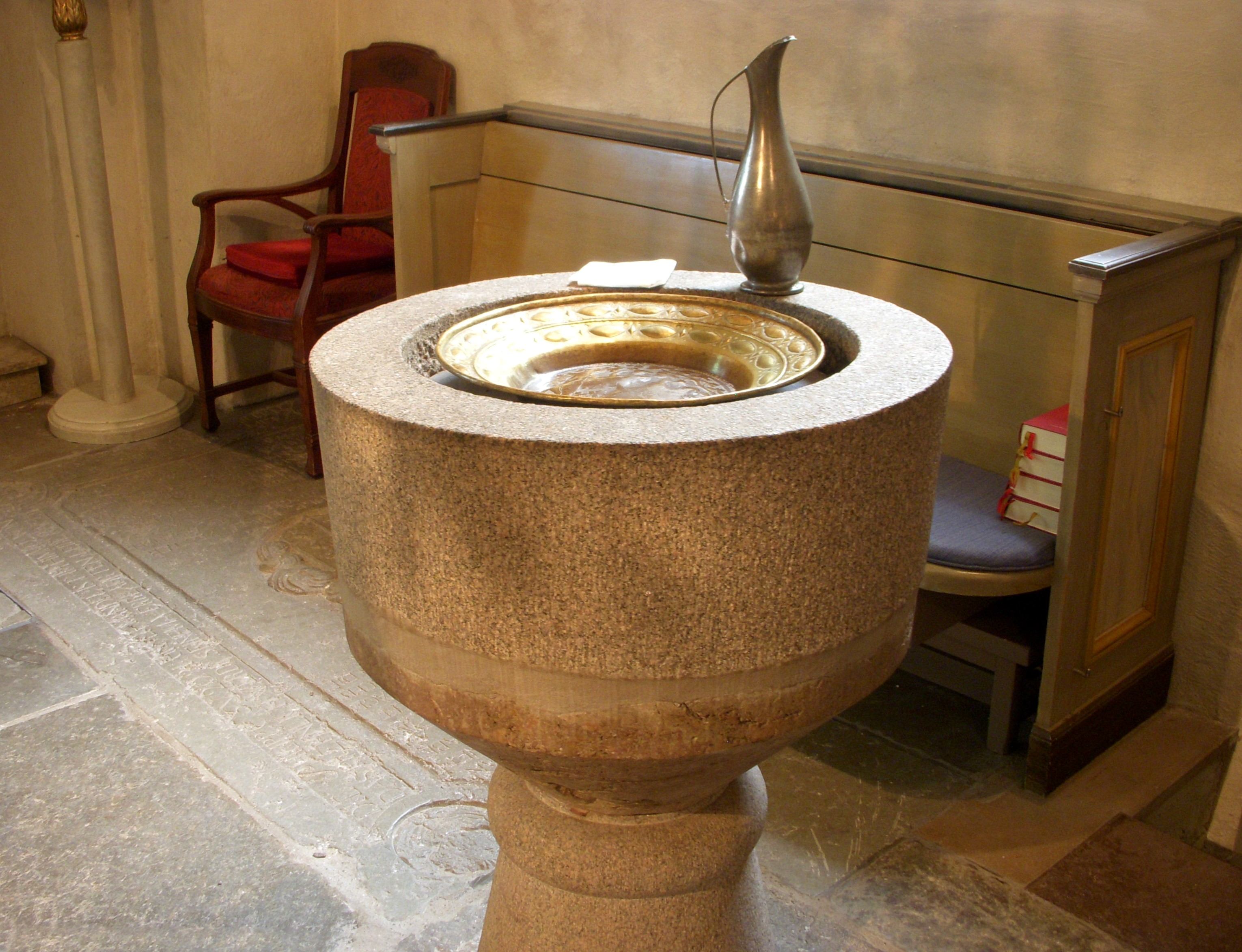
Dopfunten
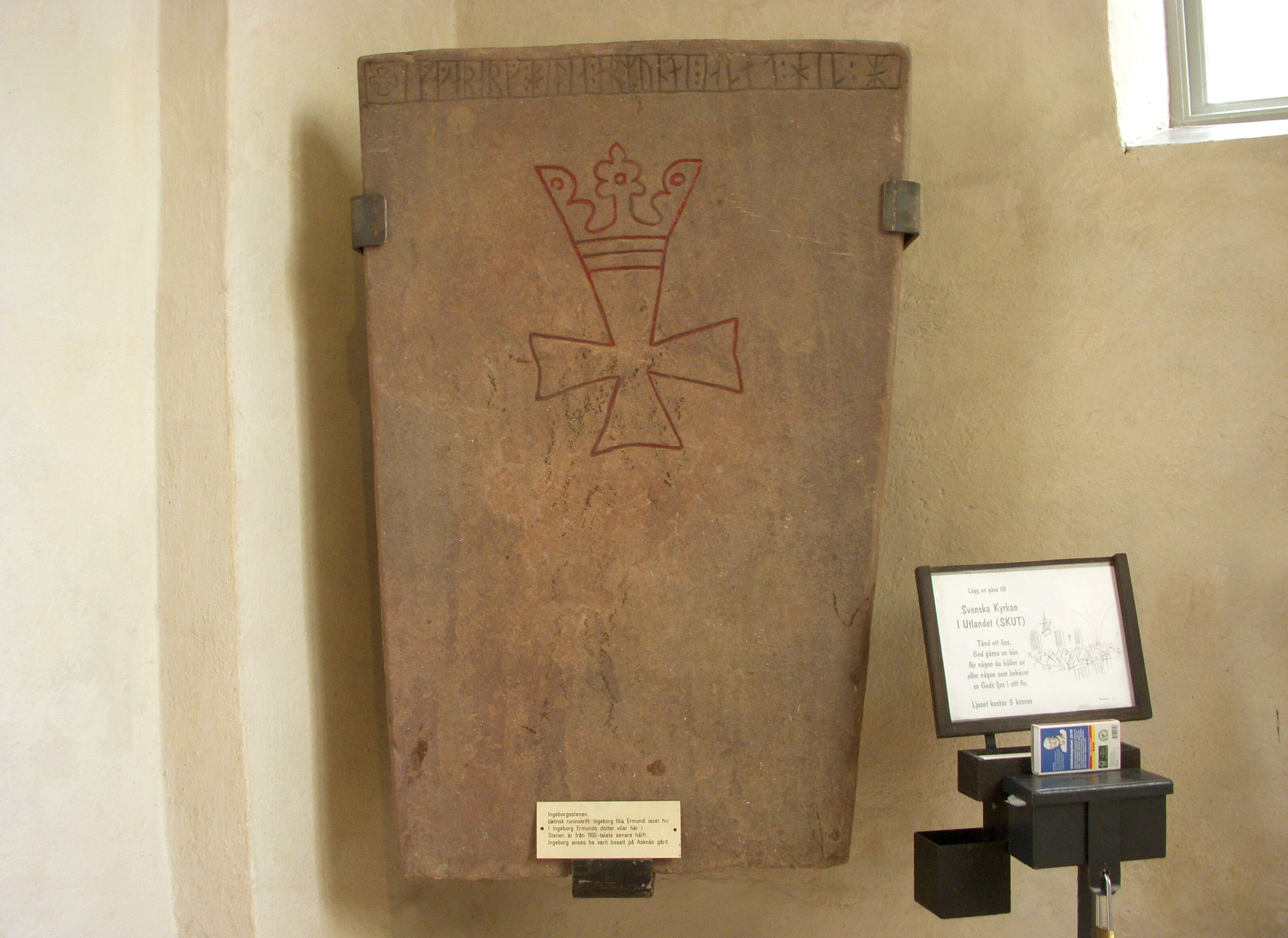
Upplands runinskrifter 15